# Échappatoire à sangliers

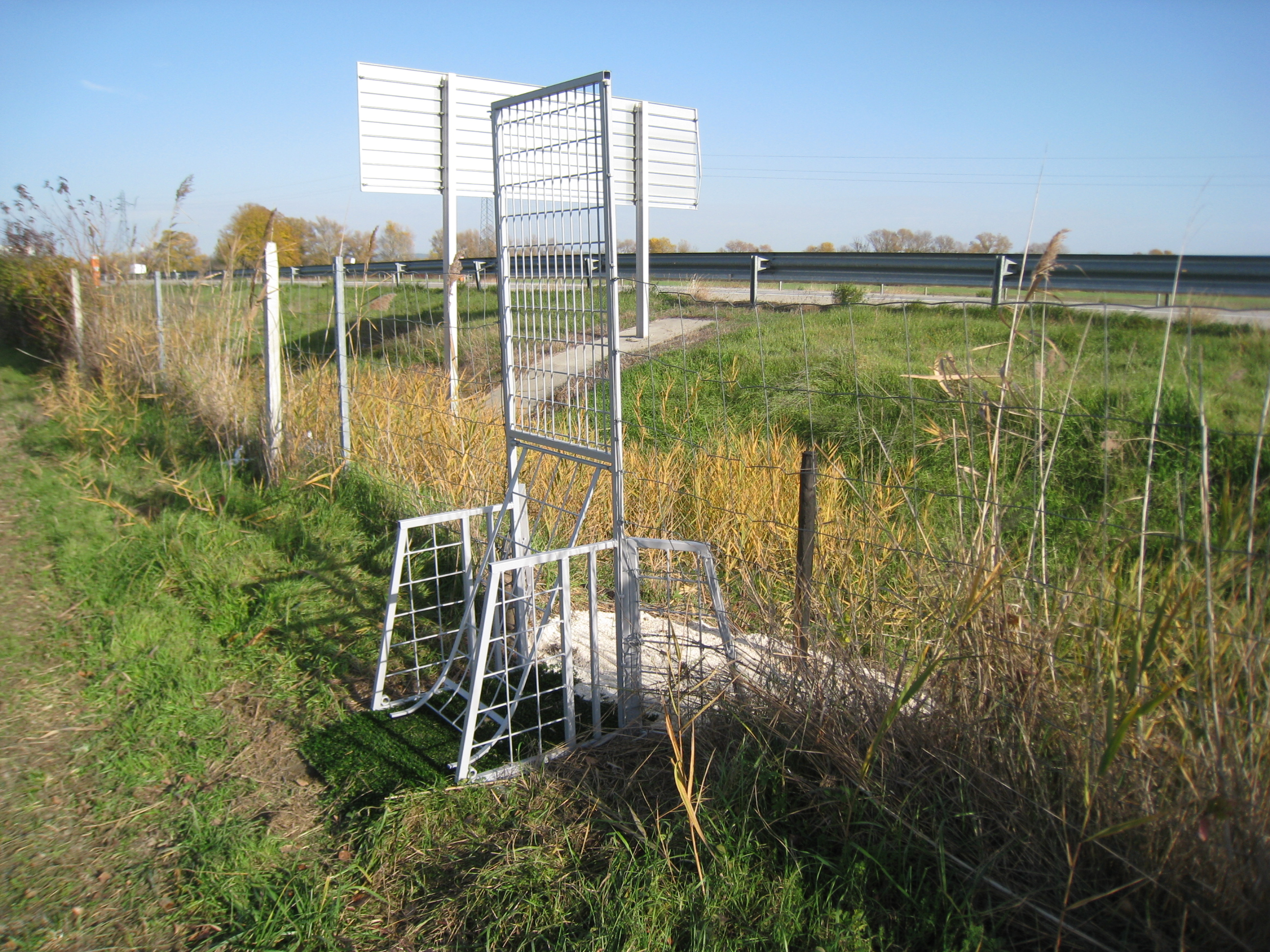
Échappatoire à sanglier de type SANGLI-PASS (modèle breveté)

Une échappatoire à sangliers est un système de trappe permettant à des animaux tels que les sangliers ou les blaireaux de sortir d'une emprise clôturée sans possibilité de retour. Elle a été développée en particulier pour réduire les risques de collision entre ces animaux et les véhicules circulant sur le réseau autoroutier. En effet, ces réseaux ont une obligation de clore leurs emprises notamment dans les massifs giboyeux  mais des entrées peuvent persister via par exemple des zones endommagées. Un modèle spécifique d'échappatoire dédié au sanglier, breveté, a été mis en place sur l’A8, l’A51 et l’A52.

### Articles de presse
- Escota dévoile son dispositif de sécurisation de l'A51, par Mounia Bachtarzi, La Provence, 14 déc. 2010.

- Un dispositif de sécurisation pour la faune sauvage, Chassons.com, janvier-février 2011.

- Des échappatoires à faune, Grand Gibier n°62, juillet-août-septembre 2012, p.8.

### Reportage vidéos
-	France 3 Côte d’Azur, 2012 : Lien
-	JT 20h  TF1, 2012 : Lien